# Cladonia marionii
Cladonia marionii S. Stenroos (1993), è una specie di lichene appartenente al genere Cladonia,  dell'ordine Lecanorales.
Il nome proprio deriva dall'Isola Marion, la più grande dell'arcipelago delle Isole del Principe Edoardo, nell'Oceano Indiano meridionale.

## Caratteristiche fisiche
Il fotobionte è principalmente un'alga verde delle Trentepohlia.

## Località di ritrovamento
La specie è stata rinvenuta nelle seguenti località:
- Isole Kerguelen, parte dei territori australi e antartici francesi
- Isola Marion, parte delle Isole del Principe Edoardo

## Tassonomia
Questa specie, nell'ambito della sezione Helopodium cui appartiene, costituisce uno dei 5 aggregati in cui normalmente la si suddivide insieme a C. sulcata; a tutto il 2008 non sono state identificate forme, sottospecie e varietà.